# Detektyw Amsterdam
Detektyw Amsterdam (ang. New Amsterdam, 2008) – amerykański serial kryminalny nadawany przez stację Fox od 4 marca do 14 kwietnia 2008 roku. W Polsce był nadawany od 3 lipca 2011 roku na kanale Polsat.

## Opis fabuły
Akcja serialu rozgrywa się współcześnie w Nowym Jorku, ale rozpoczyna się w 1642 roku, gdy holenderski żołnierz John Amsterdam (Nikolaj Coster-Waldau) za uratowanie od śmierci Indianki otrzymał od niej dar nieśmiertelności. Ponad 360 lat później poznajemy go jako błyskotliwego i najskuteczniejszego detektywa z nowojorskiego wydziału zabójstw, bo niezwykłe zdolności dostrzegania tropów niezauważalnych dla zwykłych ludzi uczyniły go mistrzem rozwiązywania skomplikowanych zagadek kryminalnych. Nieśmiertelność stała się jednak z czasem dla Johna przekleństwem, niosąc cierpienie i samotność. Czy spotkanie z doktor Sarą Dillane (Alexie Gilmore) odmieni jego życie?

## Obsada
- Nikolaj Coster-Waldau jako John Amsterdam
- Alexie Gilmore jako doktor Sara Millay Dillane
- Zuleikha Robinson jako Eva Marquez
- Stephen Henderson jako Omar York
- Susan Misner jako Callie Burnett

## Lista odcinków
W Polsce premierowe odcinki serialu były emitowane na kanale Polsat, w niedzielę o godzinie 23:00.
| N/o | Tytuł           | Reżyseria        | Scenariusz                  | Premiera         | Premiera w Polsce |
| --- | --------------- | ---------------- | --------------------------- | ---------------- | ----------------- |
| 1   | Pilot           | Lasse Hallström  | Allan Loeb Christian Taylor | 4 marca 2008     | 3 lipca 2011      |
| 2   | Golden Boy      | John David Coles | David Manson                | 6 marca 2008     | 10 lipca 2011     |
| 3   | Soldier's Heart | Bobby Roth       | Eric Overmyer               | 10 marca 2008    | 17 lipca 2011     |
| 4   | Honor           | Ken Girotti      | David Manson                | 17 marca 2008    | 24 lipca 2011     |
| 5   | Keep The Change | Jim McKay        | John Mankiewicz             | 24 marca 2008    | 7 sierpnia 2011   |
| 6   | Legacy          | John David Coles | Barry Pullman               | 31 marca 2008    | 14 sierpnia 2011  |
| 7   | Reclassified    | Jean de Segonzac | Eric Overmyer               | 7 kwietnia 2008  | 21 sierpnia 2011  |
| 8   | Love Hurts      | Matthew Penn     | David Manson Ashley Gable   | 14 kwietnia 2008 | 28 sierpnia 2011  |